# Ethelwynn Trewavas
Ethelwynn Trewavas, née le 5 novembre 1900 à Penzance en Cornouailles et morte le 16 août 1993 à Reading au Royaume-Uni, est une ichthyologue britannique du British Museum, spécialiste des Cichlidae et des Sciaenidae.

## Distinctions
1969 : médaille linnéenne, co-lauréate avec la botaniste Irene Manton

## Espèces nommées en son honneur
Plusieurs ichtyologues ont dénommé des espèces de poisson en l'honneur d'Ethelwynn Trewavas, en donnant de son vivant les épithètes scientifiques de trewavasae ou ethelwynnae à :
- Eustomias trewavasae Norman, 1930
- Glyptothorax trewavasae Hora, 1938
- Petrochromis trewavasae Poll, 1948
- Symphurus trewavasae Chabanaud, 1948
- Garra trewavasai Monod, 1950
- Labeotropheus trewavasae Fryer, 1956
- Garra ethelwynnae Menon, 1958
- Neolebias trewavasae Poll & Gosse, 1963
- Atrobucca trewavasae Talwar & Sathirajan, 1975
- Protosciaena trewavasae (Chao & Miller, 1975)
- Linophryne trewavasae Bertelsen, 1978
- Gobiocichla ethelwynnae Roberts, 1982
- Phenacostethus trewavasae Parenti, 1986
- Aulonocara ethelwynnae Meyer, Riehl & Zetzsche, 1987
- Tylochromis trewavasae Stiassny, 1989
- Triplophysa trewavasae Mirza & Ahmad, 1990
- Johnius trewavasae Sasaki, 1992
- Rhynchoconger trewavasae Ben-Tuvia, 1993
- Trewavasia carinata Davis, 1887

Auxquels s'ajoutent de manière posthume :
- Copadichromis trewavasae Konings, 1999
- Etia Schliewen & Stiassny, 2003
- Placidochromis trewavasae Hanssens, 2004